# G2A
G2A.COM Limited (comunemente noto come G2A) è un marketplace digitale globale specializzato in videogiochi. La sede legale è situata ad Hong Kong, ma dispone di uffici in varie nazioni fra cui Polonia, Paesi Bassi e Cina. Il sito dichiara di avere oltre 16 milioni di utenti, 400.000 venditori, 75.000 prodotti digitali e 700 dipendenti complessivi per tutte le sedi. Il principale prodotto offerto su G2A.COM sono chiavi digitali per piattaforme come Steam, Origin e Xbox. Sul marketplace è possibile trovare altri prodotti come software ad uso produttivo e codici di carte prepagate.
G2A.COM non acquista o vende prodotti digitali direttamente, ma fornisce una piattaforma in cui terze parti possono fare ciò, agendo da intermediario tra compratori e venditori. Per i clienti abituali, G2A disponeva di un servizio chiamato G2A Shield, oggi sostituito da G2A Plus. Oltre al marketplace, G2A dispone di una gamma di altri prodotti e servizi, come G2A Direct, un programma di affiliazione per sviluppatori di videogiochi, e G2A Pay, una piattaforma di pagamento online. G2A è inoltre coinvolta negli eSports, sponsorizzando squadre come Cloud9, Natus Vincere e Virtus Pro.

## Storia
La compagnia (il cui nome originale è Go2Arena) è stata fondata nel 2010 da Bartosz Skwarczek e Dawid Rożek a Rzeszów, Polonia come rivendita di videogiochi online. Il principale bacino di utenza di G2A.COM erano giovani giocatori con scarsa disponibilità economica, così l'obbiettivo divenne vendere videogiochi al più basso prezzo possibile. Skwarczek ha dichiarato di esser entrato in contatto con molti grandi sviluppatori di videogiochi duranti vari eventi come Gamescom, E3 e G-Star nel tentativo di stringere accordi per la rivendita ufficiale dei loro giochi. A causa dello scarso interesse da parte degli sviluppatori, unita a cambi di tendenza nel mercato, il modello di business è passato da rivenditore a marketplace.

## Prodotti e servizi
A partire dal 2015, G2A ha iniziato a concentrarsi su altri prodotti al di fuori del suo marketplace di videogiochi. Durante gennaio 2015, G2A ha introdotto il suo gateway di pagamento G2A PAY - una soluzione di pagamento per aziende che al momento include oltre 200 metodi di pagamento. Più tardi nel corso dello stesso anno, G2A ha creato la sua prima applicazione per realtà virtuale, chiamata G2A Land, un parco divertimenti in VR. A inizio 2016, G2A è entrata nel mercato della stampa 3D introducendo G2A 3D, un marketplace online per l'acquisto, vendita e scambio di progetti e modelli 3D.
Nel corso di luglio 2016, G2A ha lanciato G2A Direct, un programma di partnership per sviluppatori e publisher di videogiochi. A dicembre 2016, G2A ha introdotto due nuovi progetti: G2A Gear e Blunt Force. G2A Gear è un negozio online che vende non solo abbigliamento brandizzato G2A, ma anche vestiti e accessori con immagini e slogan provenienti da videogiochi, serie TV e fumetti. In tempi recenti sono stati aggiunti prodotti disegnati in collaborazione con streamer e YouTuber.
Blunt Force è uno sparatutto VR ambientato nella seconda guerra mondiale, in corso di produzione all'interno dello studio di sviluppo proprietario della compagnia - G2A Dev Studio.
Nel Febbraio del 2018, G2A Dev Studio, un gruppo di sviluppatori responsabili dei giochi VR, divennero uno studio indipendente di videogiochi, così nacque la Monad Rock. Nel Luglio del 2018, una nuova categoria di produzione venne introdotta nel Mercato di G2A, ossia elettronica e prodotti su misure per i videogiocatori. Infine ad Agosto dello stesso anno, la categoria venne resa disponibile in altri paesi europei come: Polonia, Italia, Spagna, Svezia, Romania, Regno Unito e Repubblica ceca.

## Attività di marketing
Nel corso del 2014 e del 2015, G2A ha stabilito partnership con numerosi team di eSports come Cloud9, Natus Vincere e Virtus Pro ed oggi ha investito oltre 10 milioni di dollari americani in tale industria.
Ad agosto 2016, G2A ha stretto un accordo con Sporting Clube de Portugal, che aveva precedentemente firmato un contratto con il giocatore FIFA portoghese Francisco Cruz.
G2A afferma di collaborare con molti YouTuber e streamer come PewDiePie, Towelliee, Maximus Black e Castro 1021.

## Beneficenza
Il primo dicembre 2015, molteplici streamer di Twitch.tv, YouTuber, siti web e giocatori hanno partecipato in un programma chiamato #GamingTuesday al fine di raccogliere fondi di beneficenza per Save The Children.
G2A ha collaborato con Bachir “Athene” Boumaaza, il fondatore di Gaming for Good, creando il progetto Humanitarian Emergency All-Out Response Team (HEART). Entrambi i progetti sono stati creati allo scopo di aiutare e supportare bambini, fondi di beneficenza e servizi sanitari nelle situazioni di emergenza. G2A afferma di lavorare insieme a Gaming for Good dal 2013 e di aver precedentemente collaborato con Boumaaza in progetti come Gamers got Hearts.
Tra il 2014 e il 2015, G2A afferma di aver raccolto oltre 500.000 dollari americani per SaveTheChilder, i quali sono stati poi amplificati a 5 milioni.
Nel gennaio 2016, G2A afferma di aver partecipato ad un evento di beneficenza polacco della Wielka Orkiestra Świątecznej Pomocy e di aver acquistato una statua alta 2,5 metri del personaggio Geralt di Rivia dal videogioco The Witcher.

## Riconoscimenti
Nella prima metà del 2016, G2A ha vinto sette riconoscimenti internazionali in molteplici categorie fra cui Servizio Clienti, Nuovo Prodotto e Realtà Virtuale.
| Anno                                                   | Premio                                          |
| ------------------------------------------------------ | ----------------------------------------------- |
| Stevie Awards per le Vendite e per il Servizio Clienti |                                                 |
| 2016                                                   | Team di gestione del Servizio Clienti dell'Anno |
| 2016                                                   | Innovazione nel Servizio Clienti                |
| 2016                                                   | Soluzione di marketing                          |
| Global Business Excellence Awards                      |                                                 |
| 2016                                                   | Straordinaria azienda in rapida crescita        |
| 2016                                                   | Straordinaria assistenza dei clienti            |
| 2016                                                   | Straordinari nuovi prodotti e servizi           |
| UK Financial Services Award                            |                                                 |
| 2016                                                   | Innovazione nell'Esperienza dei clienti         |
| Business Insider                                       |                                                 |
| 2017                                                   | Novizio innovatore                              |

## Controversie

### Promozione interdetta da Riot Games
Riot Games, azienda sviluppatrice di League of Legends, ha proibito a G2A di sponsorizzare squadre durante il League of Legends World Championship 2015. Riot affermò che le chiavi vendute su G2A erano state ottenute illegalmente e dichiarò inoltre che G2A vendeva account di gioco al massimo livello, cosa che viola i termini di servizio di Riot.
G2A replicò affermando di aver cercato una soluzione equa per risolvere la situazione con Riot Games, procedendo a impedire la vendita degli account "Elo-boosted" di League of Legends, la quale era il principale motivo dietro la proibizione imposta. G2A affermò che Riot non cooperò nel tentativo di risolvere la situazione, e Riot avanzò ulteriori richieste come la rimozione delle guide strategiche dal marketplace di G2A.
Successivamente, il giocatore Tocker Tockers Gabriel ‘Tockers’ Claumann del team INTZ fu multato di oltre 1.000 dollari al Campeonato Brasileiro de League of Legends (CBLoL) 2016, per aver indossato una maglietta col logo di G2A stampata sulla spalla. A metà del gioco, gli venne chiesto di nascondere il logo con del nastro adesivo e in un secondo momento venne informato del fatto che sarebbe stato multato. G2A pagò questa multa, dichiarando che "nessuna organizzazione di e-sports dovrebbe essere punita così severamente per aver indossato una maglietta brandizzata G2A."

### Accuse da parte di tinyBuild
Nel mese di giugno 2016, il CEO di tinyBuild Games, Alex Nichiporchik, accusò G2A di aver consentito la rivendita di chiavi digitali ottenute illegalmente, causando alla compagnia danni per 450.000 dollari. G2A rispose alle accuse di tinyBuild affermando di aver offerto aiuto nell'identificazione delle chiavi acquistate illegalmente per determinare i rivenditori coinvolti e rimuoverli da G2A. G2A ha inoltre messo in dubbio la somma di 450.000 dollari dichiarata da tinyBuild, sottolineando che il gioco è stato venduto più volte a prezzo scontato su altri siti o distribuito gratuitamente. tinyBuild aggiunse che, comunicando con G2A, ricevettero pressioni per implementare la piattaforma di pagamento di G2A, la quale avrebbe portato parziali guadagni a G2A in cambio della completa prevenzione di frodi.
La dichiarazione ufficiale di G2A espresse inoltre che la piattaforma "dà pieno supporto agli sviluppatori con mezzi di comunicazione rapidi, strumenti di controllo avanzati (scambio di liste nere, identificazione di mercanti e offerte sospette, e procedure ‘KYC’-Conosci il Tuo Cliente), e offre soluzioni ampiamente riconosciute con G2A Shield."
A seguito del dibattito, G2A annunciò di aver rinforzato la verifica anticipata del proprio marketplace richiedendo verifica tramite profili dei social network e numeri di telefono, con ulteriori verifiche richieste oltre le prime 10 transazioni tramite lo stesso account, e al contempo introdusse il suo programma di partnership per publisher, G2A Direct.

### Collaborazione con Gearbox
Il 3 aprile 2017, appena prima del rilascio dell'edizione rimasterizzata di Bulletstorm, Gearbox Publishing, che ha aiutato a rimasterizzare il gioco, annunciò una partnership con G2A per un'edizione limitata speciale del gioco in vendita esclusiva su G2A. Il critico di videogiochi di YouTube John "TotalBiscuit" Bain fu estremamente contrariato sulla manovra, menzionando le dubbie situazioni passate di G2A e minacciando che non avrebbe più curato Bulletstorm o qualsiasi altro gioco Gearbox a meno che non avessero annullato l'accordo. A pochi giorni dall'annuncio, Gearbox, sulla base di quanto detto da Bain e dai commenti di altri, richiese a G2A l'implementazione di determinate misure per garantire che la rivendita di chiavi digitali sia legittima e a prova di frode, altrimenti sarebbero retrocessi dall'accordo. Il giorno successivo, lo stesso del rilascio del gioco, Gearbox dichiarò ufficialmente che avrebbe interrotto la collaborazione con G2A in quanto quest'ultima non aveva fornito risposte alle richieste. Due giorni dopo, G2A rispose con un comunicato ufficiale affermando che "tutte le richieste fatte nei confronti di G2A.COM nell'ultimatum sono di fatto parte del nostro marketplace da molto tempo", sottolineando inoltre che parte dei problemi dipendano soprattutto dalla scarsa famigliarità di Bain e Gearbox nei confronti del funzionamento del marketplace di G2A.